# John Rolls (2e baron Llangattock)
John Maclean Rolls, 2e baron Llangattock, né à Londres le 25 avril 1870 et mort à Boulogne-sur-Mer le 31 octobre 1916, est un avocat, soldat et aristocrate britannique, tué durant la Première Guerre mondiale.

## Biographie
Il est issu d'une famille galloise engagée en politique et dans l'armée : Il est le fils de John Alan Rolls, député conservateur du Monmouthshire à la Chambre des communes dans les années 1880, maire de Monmouth et capitaine dans le régiment des Royal Gloucestershire Hussars (en) et de son épouse Georgiana Rolls. Éduqué au collège d'Eton, John Maclean Rolls obtient un diplôme de Bachelor of Civil Law (maîtrise de droit civil) au collège Christ Church de l'université d'Oxford en 1895, et est appelé au barreau avant d'obtenir également un diplôme de maîtrise des Arts. Durant les années qui suivent, il est soldat dans le 1er corps de volontaires d'artillerie du Monmouthshire, dans l'armée de réserve au pays de Galles, où il obtient à terme le grade de capitaine.
Juge de paix dans ce comté, il est brièvement maire de Monmouth, comme son père avant lui, de 1906 à 1907. Dans son temps libre, il est un « brillant » organiste amateur.

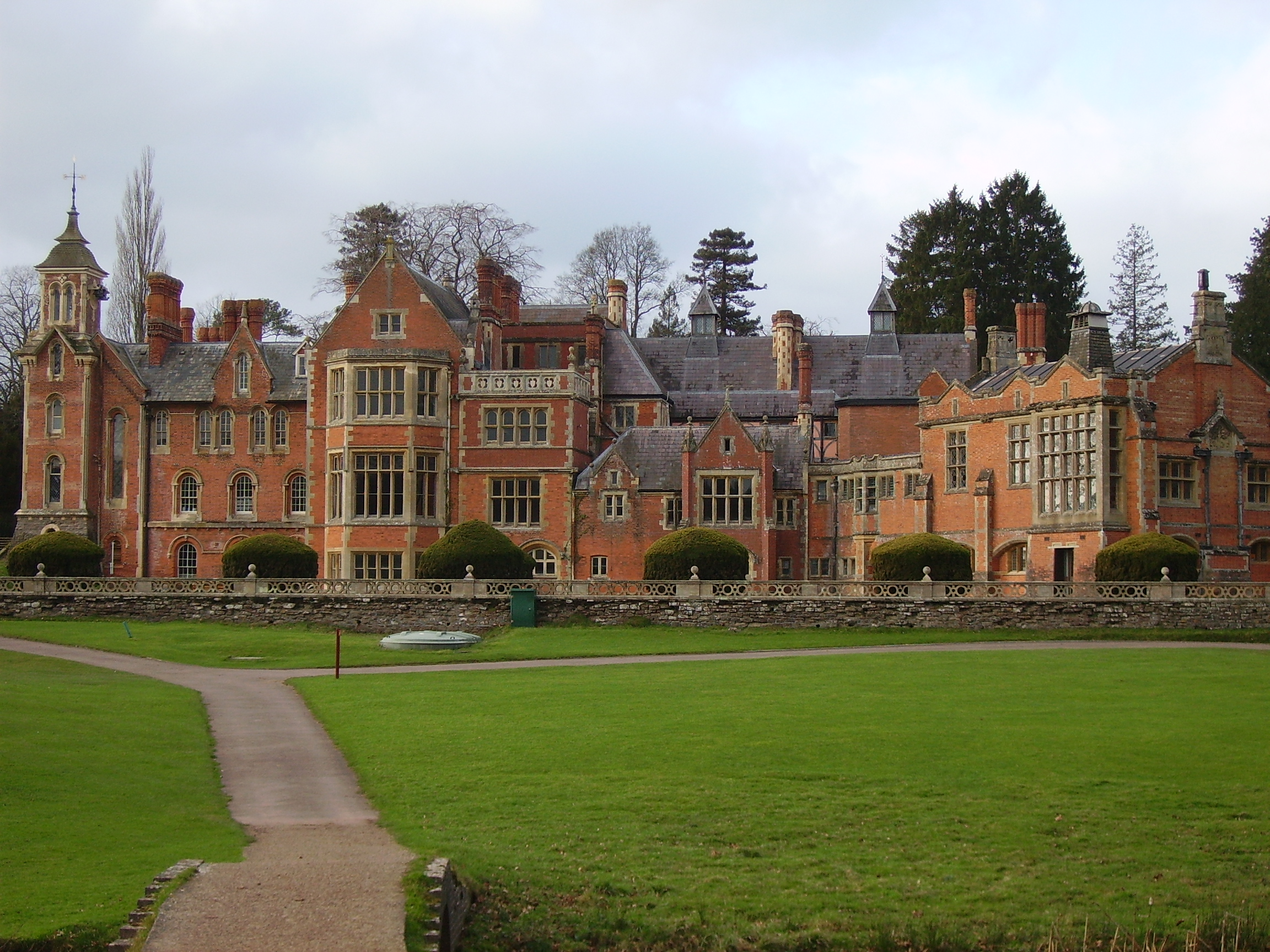
The Hendre, le manoir de la famille Rolls dans le Monmouthshire, propriété de John Rolls de 1912 jusqu'à sa mort.

En septembre 1912, à la mort de son père, il hérite du titre de baron Llangattock, de la pairie du Royaume-Uni, et ainsi d'un siège à la Chambre des lords. En janvier 1915 il intègre la 4e brigade galloise de la Royal Field Artillery (en), branche du Régiment royal d'artillerie. Il y atteint le grade de major et est déployé en France et en Flandre avec le Corps expéditionnaire britannique dans le cadre de la Grande Guerre. Il est apprécié des hommes sous son commandement, se souciant autant que possible de leur confort et de leur bien-être. Blessé alors qu'il assure une mission d'observation durant la bataille de la Somme, il meurt de sa blessure à l'hôpital militaire à Boulogne-sur-Mer, et est inhumé dans cette même ville,. Il est l'un des quarante-trois parlementaires britanniques morts durant la Guerre et commémorés par un mémorial à Westminster Hall, dans l'enceinte du palais de Westminster où siège le Parlement.
Jamais marié, il meurt sans enfant. Ses deux frères, ses cadets, sont morts avant lui ; le plus jeune, Charles Rolls, le cofondateur de la compagnie Rolls-Royce, est mort dans un accident d'avion en 1910 à l'âge de 32 ans. John Rolls n'ayant ainsi pas d'héritier, son titre de baron s'éteint avec lui. Sa sœur Eleanor Shelley-Rolls hérite toutefois de la fortune familiale, considérable, du manoir familial The Hendre et du domaine qui l'entoure.